# Прудница (приток Свины)
Пру́дница (бел. Прудніца; в верховьях — Копань) — река в Городокском районе Витебской области Белоруссии. Левый приток реки Свина.

## Гидрография
Река вытекает из озера Большая Осмота на высоте 144,1 м над уровнем моря и течёт на юг, последовательно проходя через озёра Березинец и Жодень. После озера Жодень река, в виде протоки, впадает в Свину с левой стороны.
Длина русла составляет приблизительно 5 км.
Между озёрами Березинец и Жодень в Прудницу с левой стороны впадает река Чернец. Несколько ниже по течению располагается деревня Прудок.

## Название
Участок русла от истока до озера Березинец носит название Копань. Однако это название может использоваться и для реки на всей протяжённости.
С другой стороны, в некоторых источниках название Прудница используется только для участка русла между озёрами Березинец и Жодень. При этом низовья реки считаются отдельной безымянной протокой.